# Beriiti
Nella Bibbia, i Beriiti erano una famiglia di Aseriti discendenti di Beria.

## Gli Imniti nella Bibbia
La famiglia dei Beriiti è menzionata una sola volta nella Bibbia:
- Numeri 26:44: "I figli di Aser secondo le loro famiglie furono: Di Imna la famiglia degli imniti; di Isvi la famiglia degli isviti; di Beria la famiglia dei beriiti"